# Martinsaari (ö i Birkaland, Tammerfors, lat 61,67, long 24,41)
Martinsaari är en ö i Finland. Den ligger i sjön Oriselkä och i kommunen Orivesi i den ekonomiska regionen Tammerfors och landskapet Birkaland, i den södra delen av landet, 170 km norr om huvudstaden Helsingfors. Öns area är 0,4 hektar och dess största längd är 80 meter i nord-sydlig riktning.